# Temnora ntombi
Temnora ntombi là một loài bướm đêm thuộc họ Sphingidae. Loài này có ở Bờ Biển Ngà tới Cameroon, Cộng hòa Congo và Gabon.
Sải cánh khoảng 43–48 mm. 

## Phân loài
- Temnora ntombi ntombi
- Temnora ntombi herlanti Haxaire, 1993 (Ivory Coast)